# 허먼 홀러리스

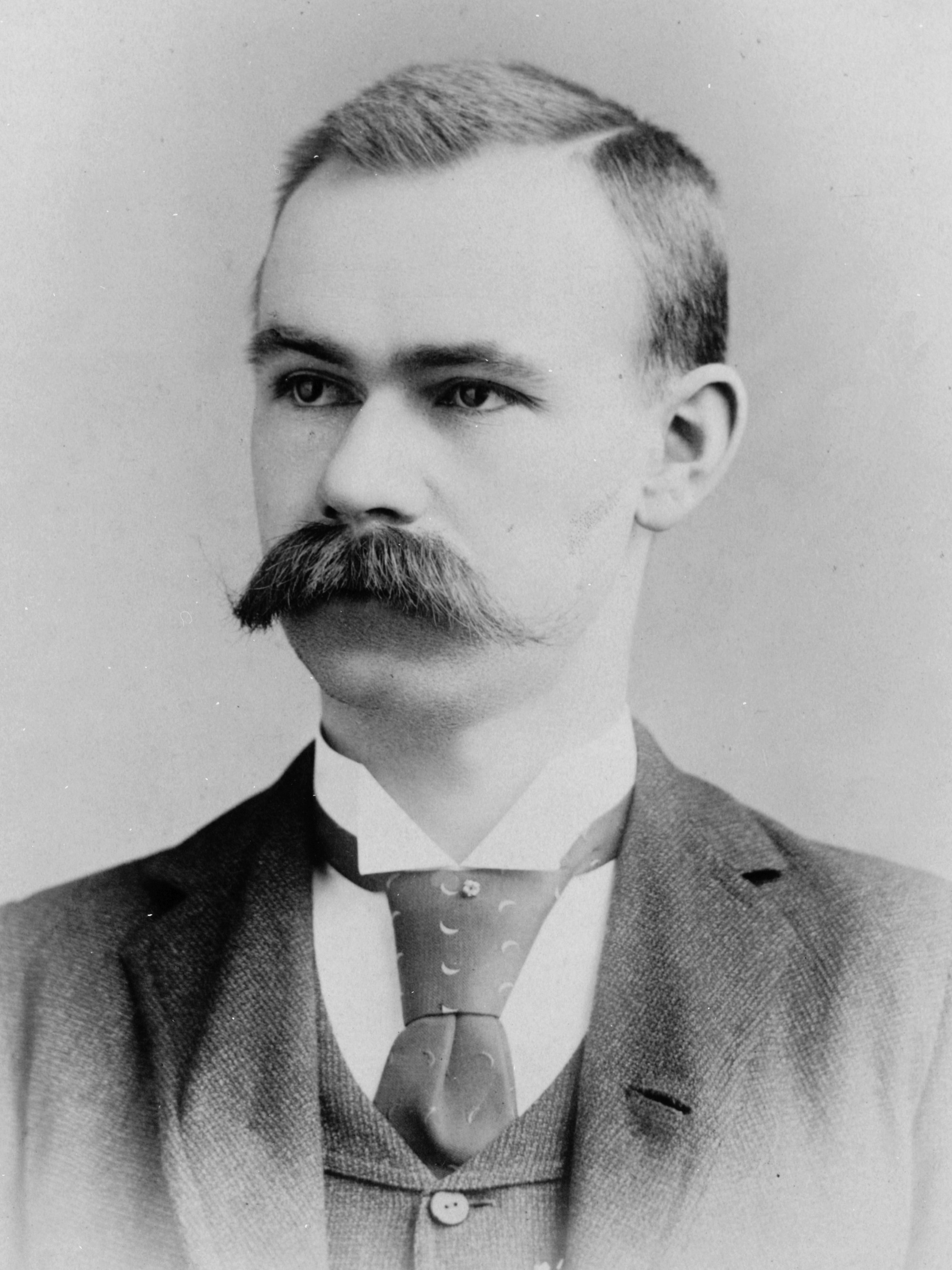
허먼 홀러리스

허먼 홀러리스(Herman Hollerith, 1860년 2월 29일 ~ 1929년 11월 17일)는 독일계 미국인이자 통계학자였다. 그는 수백만 조각의 자료로부터 통계를 빠르게 도표화시키기 위하여 천공 카드를 기반으로 한 공학용 도표 작성기를 개발하였다. 홀러리스가 창립한 전산제표기록회사는 IBM의 전신이다.

## 같이 보기
- 천공 카드
- 조셉 마리 자카드